# Rodrigo Dias Carneiro
Rodrigo Dias Carneiro, detto Rodrigão (Uberlândia, 20 maggio 1972), è un ex calciatore brasiliano, di ruolo centrocampista.

## Caratteristiche tecniche
Giocava come centrocampista.

## Carriera

### Club
Iniziò con due delle principali squadre di Rio de Janeiro, il Flamengo e il Botafogo, con cui però non riesce a debuttare in Série A; nonostante questo, viene ingaggiato dal Clube de Futebol União di Madera, dove gioca fino al 1996. Dopo un campionato con lo Sporting Braga, si trasferì in Spagna dove giocò per tre stagioni, fino al 2000; dopo un'altra esperienza in Portogallo, tornò in Brasile, dove debuttò, a 29 anni, in campionato, e chiuse la carriera nel 2007 con gli arabi dell'Al-Hilal.

### Nazionale
Con la Nazionale di calcio del Brasile ha giocato il campionato mondiale di calcio Under-20 1991.

## Palmarès

### Club

#### Competizioni nazionali
- Campionato Carioca: 1

Flamengo: 1991
- Coppa della Corona del Principe saudita: 1

Al-Hilal: 1996
- Coppa Principe Faysal Bin Fahd: 1

Al-Hilal: 1996